# 1876
Cette page concerne l'année 1876 (MDCCCLXXVI en chiffres romains) du calendrier grégorien.
L'année 1876 est une année bissextile qui commence un samedi.

## Événements

### Afrique
- 11 janvier : départ de Lambaréné de l’expédition de Savorgnan de Brazza sur l’Ogooué et le fleuve Congo (fin en 1881)[1].

- 7 - 9 mars : les troupes éthiopiennes infligent deux défaites consécutives aux troupes égyptiennes près de Gura[2]. Yohannès IV s’empare d’une trentaine de canons et de 20 000 fusils modernes Remington. La bataille marque le coup d’arrêt de l’expansionnisme égyptien dans la Corne de l’Afrique.

- 3-30 avril : répression de l’insurrection des Bou Azid de l’oasis d’El Amri, à 48 km au sud-ouest de Biskra en Algérie[3].
- 7 avril : banqueroute de l’État égyptien : alors qu’il envoie des contingents rejoindre les armées turques en guerre contre les Russes, le khédive Isma'il est obligé d’annoncer la faillite du Trésor[4].
- 18 avril : proclamation du sultan de Zanzibar Barghach interdisant la traite continentale en Afrique[5]. Le sultan accepte la réorganisation de l’armée zanzibarite par les Britanniques pour combattre la traite intérieure des esclaves. Création d’une administration moderne.

- 19 juin : départ de Zeilah de l’expédition de Orazio Antinori et Antonio Cecchi (it) au Choa et en Éthiopie (fin en 1881). Elle rencontre Menelik du Choa le 28 août. Giovanni Chiarini (it) la rejoint en 1877[6].

- 5 septembre : le sultan Hassan Ier du Maroc se rend à Oujda. Les 12 et 13 septembre, le sultan reçoit le général français Osmont, commandant la division d’Oran. Alors que les troubles persistent à la frontière algéro-marocaine, les autorités françaises insistent pour que le Makhzen y crée des postes de fonctionnaires chérifiens[7].
- 12 - 19 septembre : conférence de géographie de Bruxelles, inspirée par le roi Léopold II de Belgique et organisée par Émile Banning[8]. Elle réunit des délégués de l’Allemagne (Georg August Schweinfurth), de l’Autriche-Hongrie, de la Grande-Bretagne (Verney Lovett Cameron), de la France (amiral de La Roncière Le Noury), de l’Italie et de la Russie et vise à « planter l’étendard de la civilisation sur le sol de l’Afrique centrale et lutter contre la traite des esclaves ». En fait, il s’agit de la première tentative d’échanges entre puissances coloniales d’information d’ordre « géographique ».
- 14 septembre : le roi des Belges Léopold II fonde l’Association internationale africaine, une société privée chargée de l’exploration et de la répression de la traite au Congo (futur Congo-Kinshasa)[9].

- 5 novembre : départ de Nyangwe d’une expédition commerciale de Tippou Tib au-delà du lac Tanganyika[10]. Elle mobilise 720 personnes. Tippou Tib a rencontré Stanley à Kasongo le 18 octobre. Ils organisent ensemble l’expédition. Tippou Tib rebrousse chemin après 50 jours.

- 18 novembre : condominium franco-britannique en Égypte[11]. Les créanciers européens gèrent désormais les finances nationales placées sous le contrôle commun de la France et de la Grande-Bretagne. Isma’il doit céder 180 000 actions égyptiennes de la Compagnie du canal aux Britanniques qui obtiennent trois sièges au conseil d’administration, où prédomine encore largement la représentation française. La caisse internationale de la dette, à laquelle sont dès lors affectés les impôts de l’Égypte, est composée de quatre commissaires (français, anglais, italien et autrichien) choisis par les créanciers et nommés par le khédive.

### Amérique
- 10 janvier, Mexique : « Plan de Tuxtepec » lancé par le Colonel Hermenegildo Sarmiento contre le président Sebastián Lerdo de Tejada ; Porfirio Díaz prend la direction de l’insurrection le 21 mai[12].
- 10 mars : dictature militaire qui met fin aux troubles en Uruguay avec Lorenzo Latorre comme gouverneur provisoire (1876-1879), puis président de la République (1879-1880)[13]. Pour la première fois, un militaire de carrière et non un caudillo rural va diriger l’Uruguay. Avec le soutien de l’oligarchie foncière et des commerçants exportateurs de Montevideo, la dictateur favorisera l’extension des grandes estancias vouées à l’élevage bovin.

- 1er avril, Brésil : O. Guimarães et Benjamin Constant Botelho de Magalhães créent la première association positiviste, inspirée par Auguste Comte[14]. Le positivisme donnera sa devise (Ordem e Progresso) au Brésil.

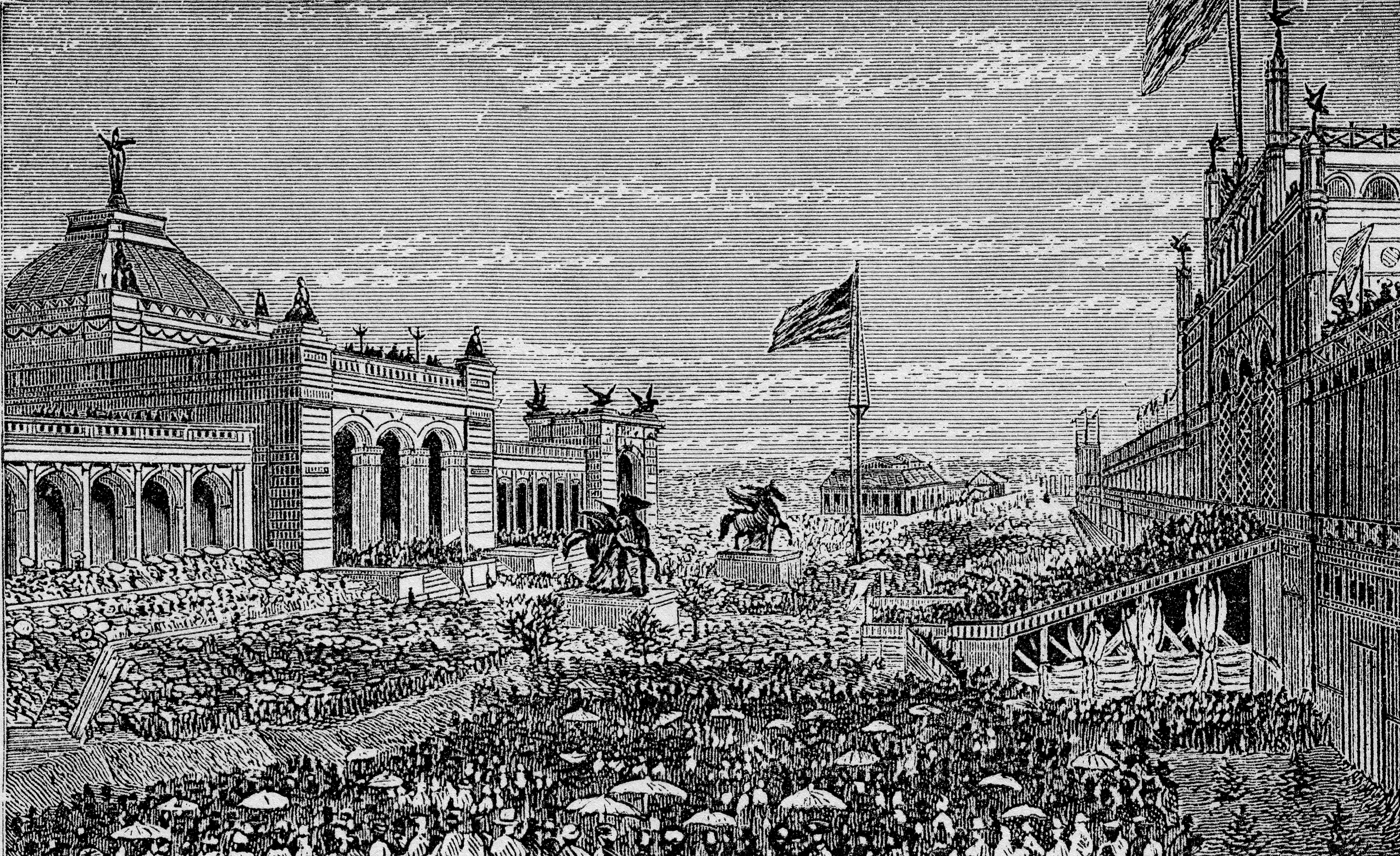
10 mai : ouverture de l'Exposition universelle du centenaire.

- 10 mai : ouverture de l'Exposition universelle du centenaire à Philadelphie[15] (fin le 10 novembre).

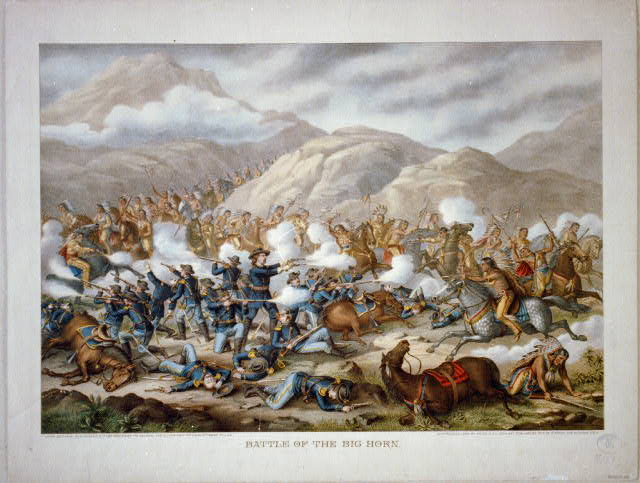
25 juin : bataille de Little Big Horn.

- 25 juin : bataille de Little Big Horn aux États-Unis[16].
- 9 juillet, Colombie : les rebelles des États d’Antioquia et Tolima attaquent les troupes cantonnées à Tuluá[17]. Début de la guerre civile en Colombie entre les conservateurs et les libéraux au pouvoir (fin le 25 mai 1877).

- 1er août : le Colorado devient le trente-huitième État de l’Union américaine[18].
- 27 août : Marco Aurelio Soto est élu président de la République du Honduras (fin en 1883)[19]. Succédant dans un climat d’anarchie au général José María Medina, Aurelio Soto réorganise les finances publiques, mise à mal par ce dernier, et mettre en chantier la rédaction d’un Code pénal, d’un Code de procédure et d’un Code du commerce.

- 18 septembre : Aníbal Pinto est élu président du Chili (fin en 1881)[20].
- 20 septembre-25 décembre : le Frigorifique, premier navire frigorifique créé par l’ingénieur français Charles Tellier, transporte un chargement de viande de Rouen à Buenos Aires[21].

- 7 novembre : élection de Rutherford B. Hayes comme Président des États-Unis[22].
- 20 novembre : Porfirio Díaz renverse le gouvernement du président Sebastián Lerdo de Tejada et est nommé président de la République du Mexique le 26[23].

- Les Indiens Yaqui fondent un État dans le Sonora, au Mexique[24]. Ayant acquis une certaine expérience dans les armées fédérales, ils résisteront pendant dix ans sous la conduite de Cajeme aux troupes de Porfirio Díaz. Leurs incursions dans les haciendas se poursuivront jusqu’au début du XXe siècle.

### Asie

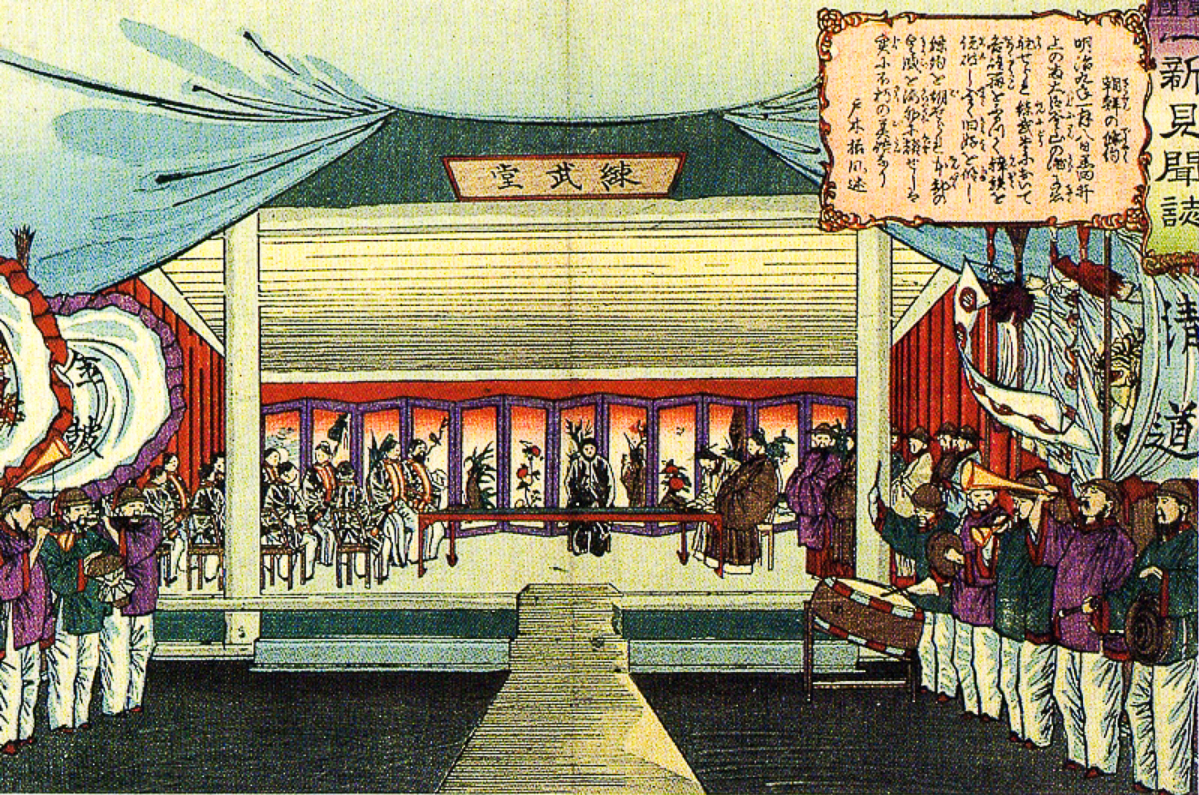
27 février : traité de Kanghwa

- 27 février : traité de Kanghwa. Les Japonais obligent la Corée à établir des relations diplomatiques avec eux, par la signature d’un traité d’amitié et de commerce, affaiblissant ainsi les liens traditionnels avec la Chine. Dans les faits, il s’agit d’un traité inégal. Plusieurs ports, dont Pusan, sont ouverts au commerce japonais. Les ressortissants japonais bénéficient du privilège d’exterritorialité. La Corée se déclare indépendante de la Chine[25].
- 2 mars[26] (19 février du calendrier julien) : le khanat de Kokand se soumet aux Russes[27]. La Kirghizie est rattachée à l’Empire russe. La région fait partie de la province (kraï) du Turkestan russe sous le nom de Ferghana.
- 28 mars, Japon : le gouvernement japonais interdit le port des deux sabres et du costume traditionnel et dissout la classe des bushi[28].

- Avril, Japon : amendement à la réforme foncière de 1873. Il met fin à la révolte des paysans japonais, déçus par les orientations de la réforme qui consolident la couche des propriétaires fonciers au détriment des couches subalternes (juillet). La taxe foncière est réduite en janvier 1877[29].

- 28 avril : Royal Titles Act[30]. la reine Victoria du Royaume-Uni prend le titre d’impératrice des Indes à l’instigation de Disraeli.

- 30 mai : le sultan ottoman Abdulaziz est déposé. Son neveu Murad V lui succède[31].

- 1er juillet : création de la banque Mitsui au Japon[32].
- 3 juillet, Chine : ouverture de la liaison ferroviaire Shanghai-Wusong, par Jardine Matheson & Co. Après la mort accidentelle d’un soldat sur la ligne le 3 août, elle est confisquée le 19 décembre 1877 par les autorités chinoises qui entreprennent de la démanteler[33].
- 26 juillet : création à Calcutta de la Fondation indienne (Indian National Association (en)) par Surendranath Banerjee[34], qui entend en faire un instrument de promotion du sentiment politique parmi les classes moyennes de l’Inde orientale.

- 5 août, Japon : suppression des pensions des samouraïs, remplacées par des titres de rente[28].
- 21 août : la convention de Chefoo ou traité de Zhifu entre la Chine et la Grande-Bretagne, obtenu après la mort d’un Britannique le 21 février 1875, Augustus Raymond Margary, qui avait tenté de pénétrer dans le Yunnan avec 200 soldats[35]. La Grande-Bretagne pourra mener des « investigations commerciales » au Yunnan, ou se rendre en Inde à partir de la Chine intérieure, via le Tibet. Cinq nouveaux ports sont ouverts au commerce britannique.

- 1er septembre : le sort des musulmans pris dans la guerre civile des Balkans pousse la population d’Istanbul à se révolter. Murad V, atteint de troubles mentaux, est déposé et interné au palais Çırağan. Son frère, Abdülhamid II devient sultan ottoman (fin en 1909)[31].

- Octobre : famine en Inde du Sud (fin en 1877) ; plus de 6 millions de personnes meurent de faim ou du chlorera dans la présidence de Madras et le district de Poona[36].
- 17 octobre : le Japon annexe l’archipel d’Ogasawara[37] (sous-préfecture d’Ogasawara) à la suite d’un accord avec la Grande-Bretagne et les États-Unis.
- 24 octobre-11 novembre, Japon : les mesures du 28 mars et du 5 août, qui visent les samouraïs, provoquent la révolte d’anciens guerriers de la région de Kumamoto[28] ; rébellion Shinpūren (24 - 25 octobre) ; rébellion d’Akizuki (27 octobre - 24 novembre) ; rébellion de Hagi (28 octobre - 5 novembre).
- 31 octobre-1er novembre : un cyclone tropical ravage l’embouchure du Brahmapoutre et coûte la vie à 250 000 personnes[38].

- 20 décembre : création du premier chant national hindou, Vande Mataram, par le poète Bankim Chandra Chattopadhyay[39].

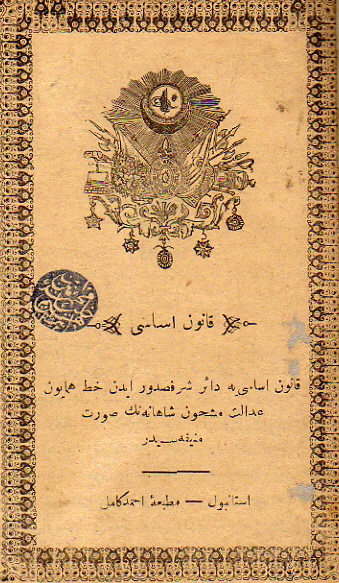
23 décembre : Constitution ottomane.

- 23 décembre : Abdülhamid II accorde une Constitution à la Turquie en réponse à la pression croissante des puissances européennes[31]. Le Premier ministre Midhat Pacha présente des institutions calquées sur le modèle occidental. Elle prévoit une Chambre haute, dont les membres seront nommés à vie par le Sultan, et une Assemblée, chargée de voter le budget, élue par la population.

### Europe

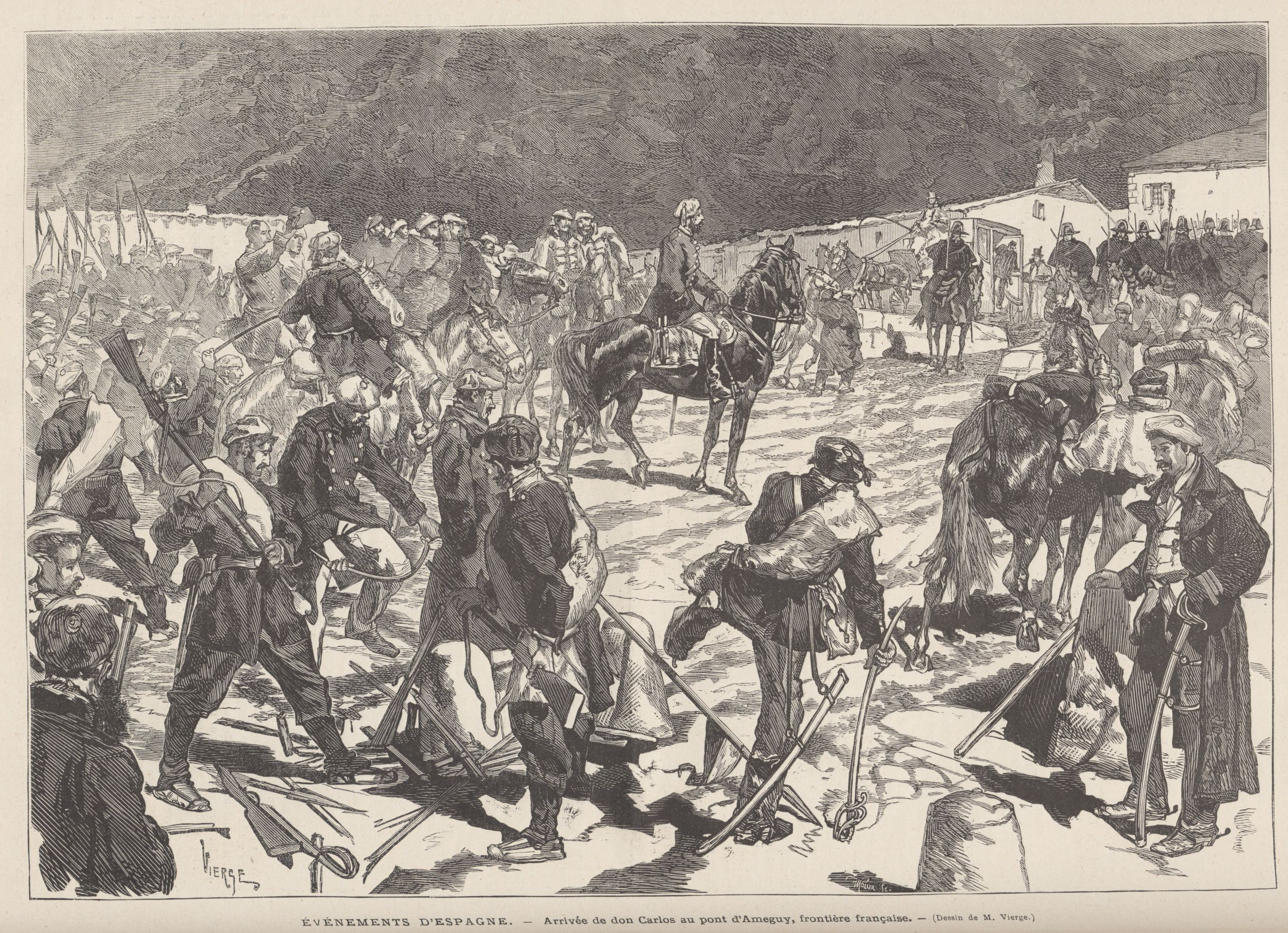
Arrivée de don Carlos au pont d'Ameguy, frontière française. Dessin de Daniel Vierge dans Le Monde illustré.

- 28 février : le prétendant carliste au trône d'Espagne don Carlos entre en France par le port d'Arnéguy. Fin de la guerre civile en Espagne[40].
- 12 mars : terrible tempête qui ravage les régions du Nord de la France et le Hainaut[41].

- 3 avril, Portugal : fondation du parti républicain lors de l’élection du Directoire républicain démocratique[42].
- 10 avril : création au Portugal de l’établissement bancaire public Caixa geral de depósitos[43].

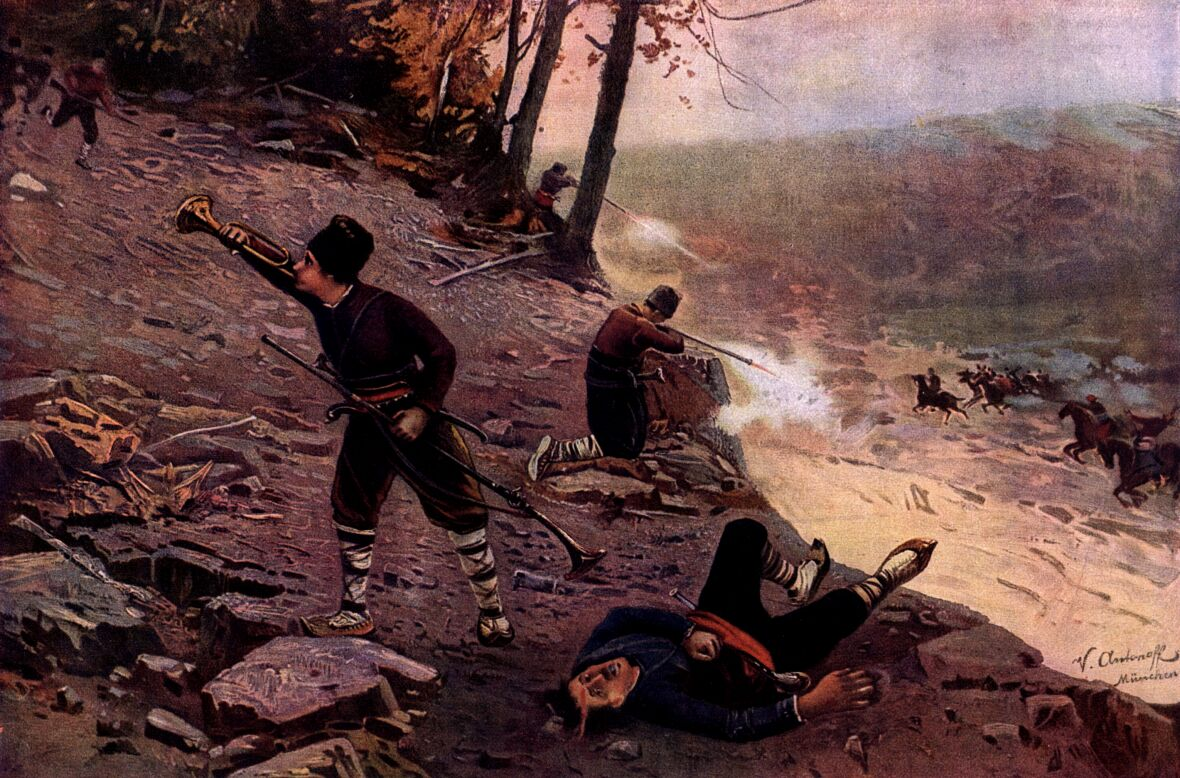
Insurrection bulgare d'avril 1876.

- 20 avril : soulèvement de patriotes en Bulgarie[44], réprimé dans le sang par les Turcs (massacre de Batak).

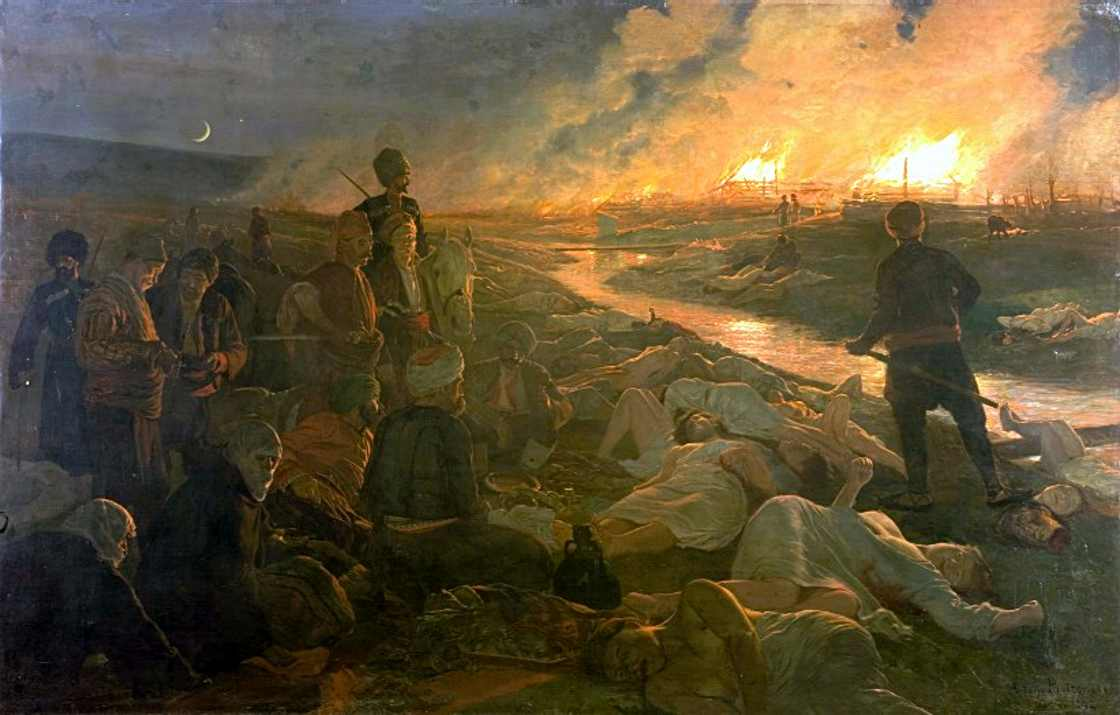
Massacre de Batak. Toile d'Antoni Piotrowski.

- 13 mai : la ligue des trois empereurs adresse de Berlin un mémorandum au sultan ottoman le pressant d’accomplir des réformes dans les provinces ottomanes balkaniques[45].
- 24 mai : Francisco Giner de los Ríos fonde l’Institution libre d'enseignement (ILE, Institución Libre de Enseñanza) de Madrid, centre de culture laïque et progressiste[46].
- 30 mai (18 mai du calendrier julien)[47] : répression du mouvement national ukrainien. L’oukase d’Ems interdit l’emploi de l’ukrainien dans toutes les publications n’ayant pas un caractère historique ou philologique.

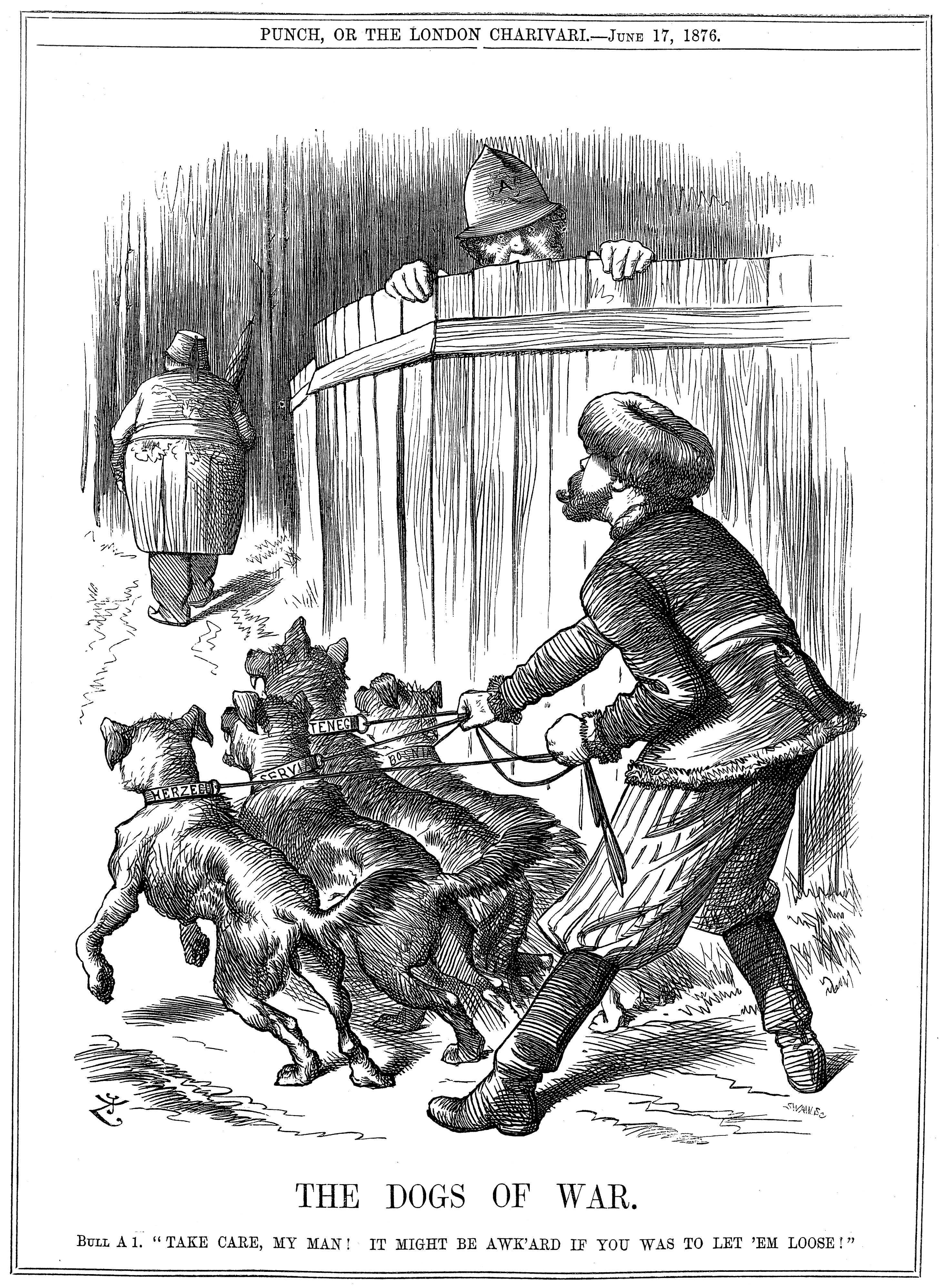
Les chiens de guerre, caricature du journal Punch sur la guerre dans les Balkans publiée le 17 juin

- Juin : mémoire adressé à la Turquie et aux puissances garantes par le gouvernement de Bucarest réclamant la reconnaissance de « l’individualité de l’État roumain » et du nom de Roumanie[48].

- 7 juin, Allemagne : formation du Deutschkonservative Partei (Parti conservateur allemand)[49], rapprochement du Deutsche Reichpartei et du parti conservateur. Il obtient de 23 à 25 % des voix lors des élections au Reichstag.
- 15 juin : traité d'alliance entre la Serbie et le Monténégro[44].
- 30 juin :
  - une constitution est promulguée en Espagne établissant une monarchie parlementaire bicaméraliste (Sénat et Cortes) en vigueur jusqu’en 1923[50]. Échec des Carlistes.
  - la Turquie déclare la guerre à la Serbie[44].
- 1er et 2 juillet : la Serbie et le Monténégro déclarent la guerre à la Turquie ottomane devant le refus de la Porte d’accorder à la Serbie la Bosnie et au Monténégro l’Herzégovine[45].
- 8 juillet : convention de Reichstadt en Bohême entre les empereurs de Russie et d’Autriche, qui se partagent des zones d’influence dans les Balkans[45],[44] : à l’Autriche, la tutelle de la Serbie et l’annexion de l’Herzégovine, la Russie se réservant la tutelle de la Bulgarie et l’annexion de la Bessarabie et de l’Anatolie orientale. Ils se proposent d’offrir la Thessalie et l’Épire à la Grèce et d’octroyer à Istanbul un statut de ville libre.

- 5 août : le ministre libéral Ion Bratianu dirige la Moldavie et la Valachie (fin en 1888)[51].
- 9 août et 1er septembre : défaites des Serbes à Alexinac, malgré l’afflux de volontaires russes[52].
- 7 septembre, Portugal : pacte de la Granja (Porto). Fusion des deux courants libéraux (Parti historique et Parti réformiste) dans le parti progressiste sous la direction d’Anselmo José Braamcamp[53].

- Automne : fondation en Russie d’une nouvelle organisation Zemlia i Volia par les populistes, qui préconisent une action plus proche des aspirations populaires (Georgi Plekhanov, Timofeï Mikhaïlov, Mark Natanson, Vera Figner). Diverses tendances : émeutier (Bakounine, mort le 1er juillet), propagandistes (Piotr Lavrov), conspirateurs (Piotr Tkatchev).
- 31 octobre : ultimatum russe à la Porte, appuyé par la mobilisation partielle de l’armée russe[54]. La Russie s’interpose dans la guerre balkanique pour imposer un armistice à la Turquie le 3 novembre[55].

- 16 novembre : l’empire ottoman informe la Suisse, en sa qualité de pays dépositaire de la Convention de 1864 qu’il adoptera à l’avenir le signe du Croissant-Rouge sur fond blanc pour ses propres ambulances[56].

- 16 décembre : Bismarck se prononce pour la neutralité de l’Allemagne dans la guerre des Balkans. Il confirme néanmoins son attachement au respect de l’intégrité de l’Autriche-Hongrie[57].
- 18 décembre (6 décembre du calendrier julien) : Zemlia i Volia organise une manifestation de plus de 200 personnes devant Notre-Dame-de-Kazan à Saint-Pétersbourg[58].
- 23 décembre (11 décembre du calendrier julien) : ouverture de la conférence de Constantinople (fin le 20 janvier 1877). Elle échoue à résoudre la crise balkanique[59].

- Léo Fränkel, ancien commissaire de la commune de Paris, rentre en Hongrie pour constituer un parti socialiste ouvrier en 1880[60].

- L’allemand devient la seule langue de l’administration et de la justice du Reich (lois de 1876 et 1877)[61].

## Naissances en 1876
- 2 janvier : Marcel Chadeigne, pianiste et compositeur français († 2 janvier 1926).
- 3 janvier : Jan Lavezzari, peintre français († 11 mai 1947).
- 4 janvier :
  - Jules Dallet, peintre français († 19 février 1970).
  - Edmond Lempereur, peintre, illustrateur et graveur français († 24 novembre 1909).
  - Michel Samanos, peintre, graveur, et caricaturiste français († 23 juillet 1924).
- 5 janvier :
  - Konrad Adenauer, homme politique allemand († 19 avril 1967).
  - Georges Jordic-Pignon, illustrateur et peintre français († 28 novembre 1915).
- 7 janvier : William Hurlstone, compositeur britannique († 30 mai 1906).
- 8 janvier : Armande de Polignac, compositrice française († 29 avril 1962).
- 12 janvier :
  - Jack London, écrivain américain († 22 novembre 1916).
  - Édouard Vallet, peintre, graveur et dessinateur suisse († 1er mai 1929).
  - Ermanno Wolf-Ferrari, compositeur italien († 21 janvier 1948).
- 13 janvier : Jānis Akuraters, poète et écrivain letton († 25 juin 1937).
- 15 janvier : Jean Engel, peintre français († 1960).
- 18 janvier : Elsa Einstein, seconde épouse et une cousine d'Albert Einstein († 20 décembre 1936).
- 20 janvier : Josef Hofmann, pianiste polonais naturalisé américain († 16 février 1957).
- 22 janvier : Félix Kir, prêtre séculier, chanoine et homme politique français († 25 avril 1968).
- 25 janvier : Amin Ali Nasser ad-Din, journaliste et romancier libanais († 6 octobre 1953).
- 29 janvier :
  - Havergal Brian, compositeur et critique musical britannique († 28 novembre 1972).
  - Émile Théodore, peintre et conservateur de musée français († 24 octobre 1937).

- 4 février :
  - Raymond Pech, compositeur français († 3 juillet 1952).
  - Victor Vreuls, violoniste, chef d'orchestre et compositeur belge († 27 juillet 1944).
- 8 février : Paula Modersohn-Becker, peintre allemande († 21 novembre 1907).
- 11 février : Joseph-Victor Communal, peintre français († 26 novembre 1962).
- 12 février : Thubten Gyatso, treizième dalaï-lama († 17 décembre 1933).
- 16 février : George Macaulay Trevelyan, historien et écrivain britannique († 21 juillet 1962).
- 20 février : Théodore Akimenko, pianiste, musicologue et compositeur ukrainien († 8 janvier 1945).
- 21 février :
  - Constantin Brancusi, sculpteur français d'origine roumaine († 16 mars 1957).
  - Piotr Kontchalovski, peintre russe († 2 février 1956).
- 22 février : Jules Migonney, peintre français († 5 juillet 1929).
- 26 février :
  - Henry Chapront, peintre et illustrateur français († 15 juin 1965).
  - Pauline Musters, néerlandaise, femme la plus petite ayant jamais été mesurée († 18 mars 1895).
  - Agustín Pedro Justo, militaire et homme politique argentin († 11 janvier 1943).
- 27 février : Consort Zhen, concubine de l'empereur Guangxu († 15 août 1900).
- 29 février : André Sivade, peintre postimpressionniste français († 17 octobre 1950).

- 4 mars : Ásgrímur Jónsson, peintre islandais († 5 avril 1958).
- 11 mars :
  - Alexandre Bonin, peintre français († 1943).
  - Claude Rameau, peintre et dessinateur français († 12 juin 1955).
  - Carl Ruggles, compositeur américain († 24 octobre 1971).
- 15 mars : Georges A. L. Boisselier, peintre français († 5 novembre 1943).
- 23 mars : Thakin Kodaw Hmaing, poète, écrivain et homme politique birman († 23 juillet 1964).
- 24 mars :
  - Adolphe Beaufrère, peintre et graveur français († 16 février 1960).
  - Fausto Vagnetti, peintre italien († 18 septembre 1954).
- 26 mars : Emili Sagi i Barba, chanteur baryton catalan († 7 août 1949).
- 28 mars : Emanuel Samson van Beever, peintre néerlandais († 20 juin 1912).
- 31 mars : Émile Boizot, graveur sur bois et peintre français († 23 octobre 1948).

- 1er avril : Eugène-Louis Véder, peintre, aquarelliste et graveur français († juin 1936).
- 4 avril :
  - Ernesto Murolo, poète, dramaturge et journaliste italien († 30 octobre 1939).
  - Maurice de Vlaminck, peintre français († 11 octobre 1958).
- 8 avril : Augusto Alvaro da Silva, cardinal brésilien († 14 août 1968).
- 9 avril : Ettore Bastico, militaire italien († 2 décembre 1972).
- 10 avril :
  - Suzanne Frémont, peintre et écrivaine française († 12 mars 1962).
  - Henry Milne Scott, joueur de cricket puis avocat et homme politique fidjien († 20 mai 1956).
- 11 avril : Paul Henry, artiste et peintre irlandais († 24 août 1958).
- 13 avril : Fernand Lantoine, peintre et dessinateur français († 19 juin 1956).
- 17 avril : Henriëtte Pimentel, résistante néerlandaise († 17 septembre 1943).
- 18 avril : Marcel Delamarre de Monchaux, peintre français († 16 janvier 1953).
- 23 avril : Frans Slager, peintre et dessinateur néerlandais († 1er mai 1953).
- 25 avril : Pierre-Léon Dusouchet, peintre, graveur, sculpteur, écrivain et poète français († 27 décembre 1936).
- 26 avril : Mela Muter, peintre française d'origine polonaise († 1967).
- 30 avril : Orso Mario Corbino, physicien et homme politique italien († 23 janvier 1937).

- 2 mai : Willy Arend, coureur cycliste allemand († 25 mars 1964).
- 3 mai : Joseph Louis Cornier-Miramont, peintre et sculpteur français († après 1926).
- 6 mai : Leon De Meester, footballeur belge († 5 octobre 1966).
- 8 mai :
  - Stanisława de Karłowska, peintre polonaise († 9 décembre 1952).
  - Paul Marie Vigoureux, peintre et graveur français († 16 décembre 1954).
- 10 mai : Paul Guignard, coureur cycliste français († 15 février 1965).
- 13 mai : Raoul Laparra, compositeur français († 4 avril 1943).
- 15 mai : Clément Gontier, peintre français († 4 octobre 1918).
- 16 mai : Louis Jollivet, peintre décorateur et céramiste français († 16 juin 1915).
- 17 mai : Constantin Gorbatov, peintre russe († 24 mai 1945).
- 21 mai : James Durkin, acteur et réalisateur canadien et américain de théâtre et de cinéma († 12 mars 1934).
- 24 mai :
  - Louis Azéma, peintre et chanteur français († 10 janvier 1963).
  - Maurilio Fossati, cardinal italien, archevêque de Turin († 30 mars 1965).

- 1er juin : André Evard, peintre et dessinateur suisse († 20 juillet 1972 ou 23 juillet 1972).
- 2 juin :
  - Émile Appay, peintre français († 7 octobre 1935).
  - Hakon Børresen, compositeur danois († 6 octobre 1954).
- 3 juin : Henri Pailler, peintre français († 20 janvier 1954).
- 6 juin : Charles Naillod, peintre, graveur et illustrateur français († 14 juin 1941).
- 16 juin : Raymond Desvarreux-Larpenteur, peintre français († 17 décembre 1961).
- 17 juin:
  - Charles Genty, caricaturiste, illustrateur, graveur sur bois, aquafortiste et peintre français († 11 janvier 1956).
  - Pierre Girieud, peintre français († 26 décembre 1948).
- 19 juin :
  - John T. Dillon, acteur américain († 29 décembre 1937).
  - Georges Gobo, peintre, illustrateur, lithographe et graveur français († 6 juillet 1958).
- 20 juin : Edmond Laforest, écrivain, poète et journaliste haïtien († 17 octobre 1915).
- 22 juin :
  - Henri Person, peintre français († 6 février 1926).
  - Arnold Rieck, acteur allemand († 7 novembre 1924).
  - José Rolón, compositeur, chef d'orchestre et professeur de musique mexicain († 3 février 1945).
- 23 juin : Irvin S. Cobb, écrivain, scénariste et acteur américain († 11 mars 1944).
- 25 juin : Albert Horel, peintre français († 9 août 1964).
- 26 juin : Louis Pastour, peintre et poète français († 6 décembre 1948).
- 30 juin : Jean-Louis Paguenaud, peintre français († 31 mai 1952).

- 2 juillet : Marcel Delaunay, peintre français de l'École de Rouen († 17 juillet 1959).
- 3 juillet : Alaïza Pachkievitch, écrivaine et révolutionnaire biélorusse († 5 février 1916).
- 5 juillet : John Elliott, acteur américain († 12 décembre 1956).
- 6 juillet :
  - Henry Caro-Delvaille, peintre et décorateur français († 6 juillet 1928).
  - Luis Emilio Recabarren, homme politique chilien († 19 décembre 1924).
- 11 juillet : Kim Koo, résistant et homme politique coréen († 26 juin 1949).
- 12 juillet : Max Jacob, poète, romancier et peintre français († 5 mars 1944).
- 13 juillet :
  - Adolf Behrman, peintre juif polonais († août 1943).
  - Hilja Pärssinen, femme politique finlandaise († 23 septembre 1935).
- 17 juillet : Jeanne-Marie Barbey, peintre et photographe française († 12 août 1960).
- 20 juillet :
  - Pedro Opazo, homme d'État chilien († 9 avril 1957).
  - Rakuten Kitazawa, mangaka et peintre japonais de l'école nihonga († 25 août 1955).
- 23 juillet : Raoul David, peintre portraitiste, paysagiste, graveur et illustrateur français († 14 octobre 1950).
- 25 juillet :
  - Georges Boussenot, homme politique et journaliste français († 9 mai 1974).
  - Élisabeth de Wittelsbach, duchesse en Bavière, troisième reine des Belges († 23 novembre 1965).
- 26 juillet : Pietro Chiesa, peintre italo-suisse († 17 mars 1959).
- 27 juillet : Tessema Eshete, poète, chanteur et musicien éthiopien († 13 octobre 1964).
- 28 juillet : Mommie Schwarz, peintre et graphiste juif néerlandais († 19 novembre 1942).
- 29 juillet : William Henry Reed, violoniste anglais, professeur, compositeur, chef d'orchestre et biographe de Sir Edward Elgar († 2 juillet 1942).
- 30 juillet : Ernest Victor Romanet,  peintre français († janvier 1940).

- 2 août : Julien Lootens, coureur cycliste belge († 5 août 1942).
- 3 août : Jean Antoine Armand Vergeaud, peintre orientaliste français († 5 octobre 1949).
- 9 août : Augustin Lesage, peintre français († 21 février 1954).
- 12 août : Rodolfo Muller, coureur cycliste italien († 11 septembre 1947).
- 16 août : Ivan Bilibine, peintre, illustrateur et décorateur de théâtre russe puis soviétique († 7 février 1942).
- 20 août : Joaquín Samuel de Anchorena, avocat et homme politique argentin († 19 juillet 1961).
- 25 août : Gino Parin, peintre italien († 9 juin 1944).
- 29 août : Wilhelm Abegg, homme politique allemand († 18 octobre 1951).

- 1er septembre : Arthur Andrews, coureur cycliste sur piste américain († 20 mars 1930).
- 5 septembre : Abdelaziz Thâalbi, homme politique tunisien († 1er octobre 1944).
- 9 septembre : Victor Lhuer, dessinateur, graveur et peintre français († 11 février 1952).
- 10 septembre : Marguerite Delorme, peintre française († 26 juillet 1946).
- 12 septembre : Flor Alpaerts, compositeur belge († 5 octobre 1954).
- 13 septembre : Adolf E. Licho, acteur, réalisateur et scénariste russe/allemand († 11 octobre 1944).
- 14 septembre : César Klein, peintre, graphiste et scénographe allemand († 13 mars 1954).
- 19 septembre :
  - Francisco Beiró, homme politique argentin († 22 juillet 1928).
  - Hiroshi Yoshida, peintre et imprimeur d'estampes sur bois japonais († 5 avril 1950).
- 20 septembre : Alexandrine Cantacuzène, féministe et femme politique roumaine († 1944).
- 21 septembre : Julio González, sculpteur et peintre espagnol († 27 mars 1942).
- 24 septembre : Ernest Cossart, acteur anglais († 21 janvier 1951).
- 26 septembre : Georges-Émile Lebacq, peintre belge († 4 août 1950).

- 7 octobre : Bolesław Buyko, peintre polonais († 9 mars 1940).
- 8 octobre : Richard Stanton, acteur et réalisateur américain († 22 mai 1956).
- 13 octobre : Pierre Adolphe Valette, peintre français († 18 avril 1942).
- 17 octobre :
  - Hippolyte Aucouturier, coureur cycliste français († 22 avril 1944).
  - Adrien Segers, peintre français († 14 juillet 1950).
- 18 octobre : Luca Postiglione, peintre italien († 27 août 1936).
- 24 octobre : Saya San, moine bouddhiste birman († 28 novembre 1931).
- 25 octobre : Clyde Fillmore, acteur américain († 19 décembre 1946).

- 1er novembre : Paul Rohmer, pédiatre alsacien un des fondateurs de la pédiatrie française († 2 mars 1977).
- 2 novembre : Francis Jourdain, peintre, designer et dessinateur français († 31 décembre 1958).
- 5 novembre : Raymond Duchamp-Villon, sculpteur français († 9 octobre 1918).
- 8 novembre : Jean Puy, peintre français († 6 mars 1960).
- 11 novembre : Bernard Naudin, peintre, dessinateur, caricaturiste et graveur français († 7 mars 1946).
- 17 novembre : Ferenc Borvendég, homme politique hongrois († 20 novembre 1934).
- 18 novembre : Peter Petersen, acteur allemand et autrichien († 11 mars 1956).
- 22 novembre : Pierre Petit de Julleville, cardinal français, archevêque de Rouen († 10 décembre 1947).
- 23 novembre :
  - Charles Dufresne, peintre, graveur, sculpteur et décorateur français († 8 août 1938).
  - Manuel de Falla, compositeur espagnol († 14 novembre 1946).
- 24 novembre : Alberto Martini, peintre, graveur et illustrateur italien († 8 novembre 1954).
- 25 novembre : Bô Yin Râ (son nom patronymique était Joseph Anton Schneiderfranken), peintre allemand († 14 février 1943).
- 26 novembre :
  - Bart van der Leck, peintre néerlandais († 13 novembre 1958).
  - René de Saint-Delis, peintre français († 14 janvier 1958).
- 30 novembre : Mikhaïl Savoyarov, chansonnier, compositeur et poète russe puis soviétique († 4 août 1941).

- 2 décembre : Pearl Peden Oldfield, femme politique américaine († 12 avril 1962).
- 8 décembre : Joseph Malègue, romancier français († 30 décembre 1940).
- 9 décembre : Henri Deluermoz, peintre et illustrateur français († 3 novembre 1943).
- 11 décembre : Mieczysław Karłowicz, compositeur polonais († 8 février 1909).
- 12 décembre :
  - Alfred Marie Le Petit, peintre, décorateur, graveur et dessinateur humoristique français († 17 décembre 1953).
  - Édouard Wattelier, coureur cycliste français († 18 septembre 1957).
- 16 décembre : Harry Dunkinson, acteur américain († 14 mars 1936).
- 19 décembre :
  - Lucie Cousturier, peintre et écrivain française († 16 juin 1925).
  - Enrique Pla y Deniel, cardinal espagnol, archevêque de Tolède († 5 juillet 1968).
- 20 décembre :
  - Cocherito de Bilbao (Cástor Jaureguibeitia Ibarra), matador espagnol († 4 janvier 1928).
  - Henri Malançon, peintre français († 20 décembre 1960).
  - Antonio Montes, matador espagnol († 13 janvier 1907).
- 22 décembre : Yves-Edgar Muller d'Escars, peintre français († 9 octobre 1958).
- 23 décembre : Stevan Aleksić, peintre serbe († 2 novembre 1923).
- 25 décembre : Muhammad Ali Jinnah, avocat et homme politique Pakistanais († 11 septembre 1948)
- 27 décembre : Marius Chambon, peintre français († 1962).
- 29 décembre :
  - Pablo Casals, violoncelliste, chef d'orchestre et compositeur espagnol († 22 octobre 1973).
  - Lionel Tertis, altiste anglais († 22 février 1975).

- Date précise inconnue :
  - Louis Bausil, peintre français († 1945).
  - Paul Berthier, peintre et sculpteur français († 1916).
  - Louis-Émile Blanchard, peintre paysagiste français († 1936).
  - Ioánnis Kalogerás, militaire et homme politique grec († 26 juillet 1957).
  - Liane de Lancy, Courtisane française († ?).
  - Myfit Libohova, homme politique albanais († 7 février 1927).
  - Pierre Adolphe Valette, peintre français († 1942).

- Vers 1876 :
- James Madhavan, homme politique fidjien († 8 avril 1962).

## Décès en 1876
- 2 janvier : Hippolyte-Joseph Cuvelier, peintre français (° 9 mars 1803).
- 12 janvier : Enrico Pollastrini, peintre italien (° 15 juin 1817).
- 17 janvier : Pavle Simić, peintre serbe (° 1818).
- 19 janvier : George Poulett Scrope, géologue et économiste britannique (° 10 mars 1797).
- 23 janvier : Axel Liebmann, compositeur danois (° 3 août 1849).
- 31 janvier : Louis-François Pinagot, sabotier français.

- 18 février : Adolphe Brongniart, botaniste français (° 14 janvier 1801).
- 21 février : Rafael Aceves y Lozano, compositeur espagnol (° 20 mars 1837).
- 29 février : Charles-Philippe Larivière, peintre français (° 28 septembre 1798).

- 19 mars : Jules-Antoine Paulin, militaire français (° 1782).
- 29 mars : Matthew Moorhouse, éleveur et homme politique britannique (° 1813).

- 3 avril : Hermann Goetz, compositeur, pianiste et organiste allemand (° 7 décembre 1840).
- 4 avril : Jean-Baptiste-Ange Tissier, peintre français (° 6 mars 1814).
- 12 avril : Charles Gomien, peintre portraitiste français (° 25 avril 1808).
- 19 avril : Samuel Sebastian Wesley, organiste et compositeur anglais (° 14 août 1810).
- 24 avril :
  - Éloi Firmin Féron, peintre français (° 1er décembre 1802).
  - Jacques Guiaud, peintre français (° 17 mai 1810).

- 3 mai : 
  - Pierre-Auguste Sarrus, musicien, militaire et inventeur français (° 13 mars 1813 ou 14 mars 1813).
  - Luis Francisco Benítez de Lugo y Benítez de Lugo, politique espagnol (° 1er avril 1837).
- 5 mai : Charles Gleyre, peintre suisse (° 2 mai 1806).
- 24 mai : Alphonse de Cailleux, peintre, conservateur et administrateur français des musées royaux (° 31 décembre 1788).
- 26 mai : František Palacký, historien et homme politique autrichien puis austro-hongrois (° 17 juin 1798).
- 28 mai : Adolph Northen, peintre allemand (° 6 novembre 1828).

- 8 juin : George Sand, écrivain française (° 1er juillet 1804).
- 25 juin : George Armstrong Custer, général américain (° 5 décembre 1839).
- 27 juin : Christian Gottfried Ehrenberg naturaliste, zoologiste allemand (° 19 avril 1795).

- 1er juillet : Mikhaïl Aleksandrovitch Bakounine, théoricien de l'anarchisme et philosophe russe (° 30 mai 1814).
- 6 juillet : Karl Würbs, peintre bohémien (° 11 août 1807).
- 8 juillet : Joseph Dessauer, compositeur et pianiste autrichien (° 28 mai 1798).
- 13 juillet : Nikolaï Petrovitch Petrov, peintre russe (° 18 septembre 1834).
- 15 juillet : Juan Pablo Duarte, activiste politique et indépendantiste dominicain (° 26 janvier 1813).
- 31 juillet : Ivan Sochenko, peintre russe (° 14 juin 1807).

- 5 août : Théodore Frédéric Salmon, peintre français (° 14 avril 1811).
- 11 août : Jean-Baptiste Kindermans, peintre belge (° 28 février 1821).
- 17 août : Henri Dabfontaine-Deum, professeur et historien belge (° 1820).
- 27 août : Eugène Fromentin, peintre et écrivain français (° 24 octobre 1820).
- 29 août : Félicien David, compositeur français (° 13 avril 1810).

- 16 septembre :
  - Imre Mikó, homme politique et historien hongrois (° 4 septembre 1805).
  - Ernest de Saint-Prix, homme politique français (° 24 mars 1806).
- 29 septembre : Giacinto Gigante, peintre italien (° 11 juillet 1806).
- 30 septembre : Henri Bertini, compositeur et pianiste français (° 28 octobre 1798).

- 14 octobre :
  - Louis Nicolas Lemasle, peintre français (° 3 décembre 1788).
  - Francis Ormand Jonathan Smith, homme politique et chef d'entreprise américain (° 23 novembre 1806).
- 21 octobre : Uroš Knežević, peintre serbe (° 2 janvier 1811).

- 9 novembre : Édouard Batiste, organiste, professeur et compositeur français (° 28 mars 1820).
- 18 novembre :
  - Diaz de La Peña, peintre français (° 20 août 1807).
  - Édouard Traviès, peintre animalier et illustrateur français (° 25 mars 1809).
- 21 novembre : Étienne Leroy, peintre français (° 26 octobre 1828).

- 11 décembre : Jules Jean François Pérot, peintre français (° 17 juin 1814).

- Date précise inconnue :
  - Luigi Borgomainerio, graveur et caricaturiste italien (° 1836).
  - Grigori Laptchenko, peintre russe (° 6 février 1801).
  - Anárgyros Petrákis, homme politique grec (° 1793).
  - Théodore Frédéric Salmon, peintre français (° 1811).